# Jakob von Blarer
Pour les articles homonymes, voir Blarer.
Jakob von Blarer, né le 29 juin 1802 à Aesch et mort le 22 juillet 1873 à Romans-sur-Isère est un militaire suisse.

## Biographie
Après avoir suivi une formation d'officier à l'institut militaire royal de Stuttgart et dans un régiment de ligne au service de France, il prend part, en 1823, à l'expédition d'Espagne.
Revenu en Suisse, il prend le commandement avec son frère Anton des campagnards bâlois dans leur mouvement d'indépendance. Surnommé le Vater Schaggi, il les dirige lors de la bataille de Hardwald du 3 août 1833. Il se retire ensuite dans son domaine de Romans avant de revenir en 1848 à Neuchâtel pour y organiser les affaires militaires puis, en 1850, faire partie de l'assemblée constituante de Bâle-Campagne. 
Nommé colonel fédéral, il s'engage ensuite dans la légion étrangère anglaise avant de prendre sa retraite à Romans.

## Sources
- « Jakob von Blarer » dans le Dictionnaire historique de la Suisse en ligne.